# Coptidium pallasii
Coptidium pallasii — вид трав'янистих рослин родини жовтецеві (Ranunculaceae), поширений в арктичних зонах Північної Америки, на Шпіцбергені й арктичній Росії.

## Порівняння родівCoptidiumіRanunculus
Види роду Coptidium відрізняються від роду Жовтець (Ranunculus) кількома ознаками, найбільш очевидною є велика система товстих, білих підземних стебел (кореневище). Іншою відмінністю є ароматні квіти у Coptidium і квіти без аромату в Ranunculus. Менш помітною ознакою є плавуча тканина в плодах Coptidium, відсутня в Ranunculus.

## Опис
Це багаторічні трави, що утворюють килимки. Має широку систему горизонтальних підземних стебел (кореневища), які є товстими й білими, вкорінюються у вузлах і спрямовують догори листи і квіти з вузлів. Є бічні пагони, що розвиваються з пазушних бруньок пазух листків. Стебла і листки голі. Листки чергові. Черешки зазвичай (5)10–14(20) см завдовжки і 2–5 мм завширшки. Листові пластини 1.5–3.0 × 0.4–1.2 см, від лінійних до довгастих у загальних рисах, або цілі або розсічені на 20–50(70)% пластини з одною широкою середньою лопаттю й 1 або 2 меншими бічними лопатями, які досягають приблизно 2/3 довжини середньої лопаті.
Квіти Ranunculus і Coptidium мають зелені чашолистки й жовті або білі пелюстки; однак, як видається, чашолистки еволюційно є листочками оцвітини, себто пелюстками і, як видається, пелюстки є видозміненими тичинками. Надалі, ці два види квіткових листочків позначено як «чашолистки» і «пелюстки».
Квітки поодинокі, на верхівках стебел, радіально-симетричні, на ніжках 2–10 см завдовжки, як правило, коротших, ніж листи, приблизно 1.5–2 см у ширину, з 3 «чашолистками» і 6–11 «пелюстками». «Чашолистки» голі, 6–10 × 4–7 мм, коротші, ніж «пелюсток», не відігнуті, широкояйцевиді в обрисах, майже настільки ж широкі, як довгі, зовнішні поверхня багрові, а внутрішні — білого або багрового кольору. «Пелюстки» 7–13 × 3–6 мм, вузько оберненояйцеподібні, з нерівною вершиною, білі або рожеві. Численні тичинки (>20), приблизно 4 мм, з жовтими пиляками. Квітколоже до 3 мм завдовжки, голе. Плодолистки численні, вільні, жовтувато-зелені з багровим відтінком. Плоди-горішки гладкі, злегка стислі з боків, з короткими прямими носиками.

## Відтворення
Статеве розмноження насінням; ефективне локальне вегетативне розмноження шляхом екстенсивного зростання кореневищ і фрагментації. Квіти мають сильний медовий запах і пристосовані до запилення комахами. Квіти й плоди регулярні, горішки численні. Горішки мають плавучі тканини й поширюються водою і, можливо, птахами.

## Поширення
Північна Америка (північне узбережжя Канади, узбережжя Аляски — США); Євразія (Шпіцберген — Норвегія, арктична Росія).
Населяє вологу мохову тундру, мілководдя боліт або бруд у дрібних водоймах.